# Девайн Ренч
Девайн Фабіан Джайро Ренч (нід. Devyne Fabian Jairo Rensch, нар. 18 січня 2003, Лелістад, Нідерланди) — нідерландський футболіст суринамського походження, опорний півзахисник/захисник римської «Роми» та національної збірної Нідерландів.

## Ігрова кар'єра

### Клубна
Девайн Ренч є вихованцем футбольної академії столичного «Аякса». Починаючи з сезону 2020/21 молодого захисника почали залучати до першої команди. Дебютував в основі Ренч у листопаді 2020 року у матчі Ередивізі проти «Еммена». В лютому наступного року відбувся його дебют в єврокубках - у матчі Ліги Європи проти французького «Лілля». У сезоні 2020/21 у складі «Аякса» Ренч став чемпіоном Нідерландів та виграв національний Кубок.
З наступного сезону Девайн Ренч забронював за собою місце гпавця основного складу. І вдруге виграв національний чемпіонат.

### Збірна
У 2019 році у складі юнацької збірної Нідерландів (U-17) Девайн Ренч виграв юнацький чемпіонат Європи, що проходив в Ірландії.
У вересні 2021 року у матчі відбору до чемпіонату світу 2022 року проти команди Туреччини Ренч дебютував у складі національної збірної Нідерландів.

## Титули
Нідерланди (U-17)
- Чемпіон Європи: 2019

Аякс
- Чемпіон Нідерландів (2): 2020/21, 2021/22
- Переможець Кубка Нідерландів: 2020/21